# Sŭngho
Sŭngho – hrabstwo w Hwanghai Północnej, w Korei Północnej. Wcześniej była to jedna z 19 dzielnic, wchodzących w skład Pjongjangu, jednak w 2010 roku została administracyjnie przeniesiona do Hwanghai Północnej. Region zamieszkiwany jest przez 85 tysięcy ludzi.

## Podział administracyjny
Powiat Sŭngho jest podzielony na 8 osiedli i 6 wiosek.

### Osiedla
- Apsae
- Hwach'ŏn 1
- Hwach'ŏn 2
- Namgang
- Ripsŏk
- Sŭngho 1
- Sŭngho 2
- Tokkol

### Wioski
- Kŭm'ong
- Kwangch'ŏng
- Mandal
- Pongdo
- Rich'ŏl
- Samch'ŏng